# Viola utchinensis
Viola utchinensis är en violväxtart som beskrevs av Gen-Iti Koidzumi. Viola utchinensis ingår i släktet violer, och familjen violväxter. Inga underarter finns listade i Catalogue of Life.